# Diogmites memnon
Diogmites memnon är en tvåvingeart som beskrevs av Osten Sacken 1887. Diogmites memnon ingår i släktet Diogmites och familjen rovflugor. Inga underarter finns listade i Catalogue of Life.